# Calycomyza irwini
Calycomyza irwini este o specie de muște din genul Calycomyza, familia Agromyzidae, descrisă de Spencer în anul 1981.
Este endemică în California. Conform Catalogue of Life specia Calycomyza irwini nu are subspecii cunoscute.